# Millie Bobby Brown
Millie Bobby Brown Bongiovi (n. 19 februarie 2004) este o  actriță engleză. Ea joacă personajul principal (Jane/Eleven/El) din renumitul serial de pe Netflix „Stranger Things”, pentru care a primit nominalizări la Primetime Emmy Award pentru actriță de excepție în rolul unei serii de dramă. La 13 ani a devenit unul dintre cei mai tineri candidați din istoria Emmy. Debutul ei de film a venit în 2019 cu filmul Godzilla II: Regele Monștrilor.
Millie Bobby Brown este cea mai tânără persoană care figurează pe lista Time 100 a celor mai influenți oameni din lume și este cea mai tânără persoană care a fost numită ca ambasador al bunăvoinței UNICEF.